# 懐寧県
懐寧県（かいねい-けん）は、中華人民共和国安徽省安慶市に位置する県。

## 行政区画
- 鎮:高河鎮、石牌鎮、月山鎮、馬廟鎮、金拱鎮、茶嶺鎮、公嶺鎮、黄墩鎮、三橋鎮、小市鎮、黄竜鎮、平山鎮、臘樹鎮、洪鋪鎮、江鎮鎮
- 郷:涼亭郷、石鏡郷、秀山郷、清河郷、雷埠郷